# Hero Fiennes Tiffin
Hero Beauregard Faulkner Fiennes Tiffin (Londres, 6 de novembro de 1997) é um ator, produtor e modelo britânico conhecido por interpretar o jovem Tom Riddle em Harry Potter e o Enigma do Príncipe e Hardin Scott na franquia After.

## Biografia
Hero nasceu em Londres, Inglaterra, em uma família normanda e aristocrática inglesa, filho do roteirista George Tiffin e da diretora cinematográfica Martha Fiennes. Ele tem um irmão mais velho chamado Titan Nathaniel e uma irmã caçula chamada Mercy. De acordo com uma entrevista de 2020, ele não hifeniza seu nome porque seus pais nunca foram casados.
Hero é membro da família Twisleton-Wykeham-Fiennes, neto da escritora inglesa Jennifer Lash (1938 – 1993) e bisneto de Sir Maurice Fiennes (1904 – 1994). É sobrinho dos atores Ralph Fiennes e Joseph Fiennes. Ele foi educado na Escola Primária Raey em Lambeth, na Escola Emanuel em Battersea e na Escola Graveney em Tooting.

## Carreira
Tiffin fez sua primeira aparição no cinema como Spartak no drama de 2008, Bigga Than Ben. No mesmo ano, ganhou o papel do jovem Tom Riddle. David Yates, diretor de Harry Potter e o Enigma do Príncipe, disse que Tiffin foi escalado como Tom Riddle devido a sua habilidade de encontrar o "espaço mais sombrio" em suas linhas de leitura. Yates disse que Tiffin não conseguiu o papel devido a sua relação com Ralph Fiennes, seu tio que foi intérprete do Lord Voldemort em toda a franquia do Harry Potter. Mas admitiu que a semelhança familiar era "um argumento decisivo". Yates descreveu o ator como muito focado e disciplinado e disse que tem os cantos e humores escuros e espírito estranho do personagem, e teve uma maravilhosa qualidade assombrada que parecia trazer Tom Riddle para a vida.
Em maio de 2018, Tiffin foi escalado para o papel de Hardin Scott, protagonista da adaptação cinematográfica da série literária After de Anna Todd. O filme foi lançado em abril de 2019, arrecadando US $ 69,7 milhões em todo o mundo. Ele voltou para seu papel como Hardin Scott na sequência, After We Collided, que foi lançado em setembro de 2020,  em países selecionados, e novamente reprisou seu papel nas sequências finais After We Fell e After Ever Happy, que foram filmadas simultaneamente no final de 2020.  Ele interpretou Brooks Gustafson no filme de suspense The Silencing, lançado em julho de 2020.  Em maio de 2021, Fiennes Tiffin foi anunciado para ser o protagonista do drama romântico First Love ao lado de Sydney Park.
Em outubro de 2021, Fiennes Tiffin entrou para o elenco de The Woman King. O filme é baseado em fatos reais que ocorreram no Reino de Daomé, um dos estados mais poderosos da África nos séculos XVIII e XIX. A história segue Nanisca (Viola Davis), general da unidade militar feminina, e Nawi (Thuso Mbedu), uma recruta ambiciosa, que juntas lutaram contra inimigos que violaram sua honra, escravizaram seu povo e ameaçaram destruir tudo que construíram. O filme têm previsão de estreia para Setembro de 2022 nos cinemas.
Em maio de 2022 foi revelado que Hero Fiennes Tiffin entrou para o elenco de 'The Loneliest Boy In The World', filme que já havia sido filmado em 2022. Em The Loneliest Boy In The World, “depois da trágica perda de sua mãe, Oliver (Max Harwood) é ameaçado de custódia do Estado, a menos que consiga encontrar uma nova família. E Oliver faz exatamente isso... Ele desenterra um no cemitério local. Quando Oliver acorda no dia seguinte, os cadáveres ganharam vida. Ele deve agora convencer os assistentes sociais de que encontrou a família perfeita – que por acaso está se decompondo. Escrito por Piers Ashworth, dirigido por Martin Owen e estrelando Jacob Sartorius, Evan Ross, Ben Miller, Susan Wokoma, Tallulah Haddon, Alex Murphy, Hammed Animashaun e Ashley Benson, 'The Loneliest Boy In The World Boy In The World' tem data marcada de estreia para 14 de Outubro nos cinemas internacionais e 18 de Outubro em formato digital.
Também no mesmo mês, Tiffin entrou para o elenco de The Climb. Baseado no protesto real do Greenpeace em 2013 no topo do icônico arranha-céu de Londres, The Shard, e dirigido pela experiente diretora de arte de efeitos visuais Hayley Easton-Street (No Limite do Amanhã, Star Wars: O Despertar da Força), o filme narra os esforços de seis ativistas que encenaram uma das acrobacias mais arriscadas já realizadas: escalar ilegalmente um dos arranha-céus mais altos da Europa para protestar contra a perfuração de petróleo no Ártico. Os alpinistas arriscam a vida e os membros, suportando condições meteorológicas extremas enquanto enfrentam seus medos em uma emocionante tentativa de chegar ao topo. A filmagem está prevista para o início de 2023.
Fiennes Tiffin está atualmente assinado com a agência de modelos Storm Management e modelou para empresas como Dolce & Gabbana, Dior, H&M, Kent & Curwen e Superdry. Em novembro de 2019, ele foi nomeado o rosto da nova fragrância da Salvatore Ferragamo, Ferragamo.

## Vida pessoal
Fiennes Tiffin prefere ser discreto quando não está promovendo seu trabalho. Tendo apenas uma conta de mídia social ativa, ele disse à revista W em uma entrevista de 2019: "Eu tinha todos esses aplicativos há muito tempo e os apaguei quando percebi que estava apenas perdendo meu tempo. Mas mantive o Instagram porque meus agentes me aconselharam, e eu entendo e concordo totalmente que é uma ferramenta muito útil e poderosa, embora você possa se perder nela. Eu apenas fiz isso para acompanhar meus amigos, mas agora que tantos fãs me seguem, é um público um pouco diferente."

## Prêmios
Fiennes Tiffin ganhou o prêmio Choice Drama Movie Actor em 2019 no Teen Choice Awards,  e também recebeu o prêmio Rising Star no mesmo ano, no Festival de Cinema de Ischia.

## Filmografia

### Cinema
| Ano  | Filme                                   | Papel                               | Notas                 |
| ---- | --------------------------------------- | ----------------------------------- | --------------------- |
| 2008 | Bigga Than Ben                          | Spartak                             | Longa-metragem        |
| 2009 | Harry Potter e o Enigma do Príncipe     | Tom Riddle / Lord Voldemort (Jovem) | Longa-metragem        |
| 2012 | Private peaceful                        | Jovem Charlie                       | Longa-metragem        |
| 2016 | The Man in the box                      | Hansi                               | Longa-metragem        |
| 2016 | Possession With Intent To Supply        | Jack                                | Curta-metragem        |
| 2017 | ERDEM x H&M: The secret life of flowers | Adam                                | Campanha publicitária |
| 2018 | Cain                                    | Cain                                | Curta-metragem        |
| 2019 | After                                   | Hardin Scott                        | Longa-metragem        |
| 2020 | The Silencing                           | Brooks                              | Longa-metragem        |
| 2020 | After - Depois da verdade               | Hardin Scott                        | Longa-metragem        |
| 2021 | After - Depois do Desencontro           | Hardin Scott                        | Longa-metragem        |
| 2022 | First Love                              | Jim Albright                        | Longa-metragem        |
| 2022 | After - Depois da Promessa              | Hardin Scott                        | Longa-metragem        |
| 2022 | The Woman King                          | Santo Ferreira                      | Longa-metragem        |
| 2022 | The Loneliest Boy In The World          | Mitch - Zumbi                       | Longa-metragem        |
| TBA  | The Climb                               | -                                   | Pré-produção          |

### Papéis de Voz
| Ano  | Título              | Papel        | Notas                   |
| ---- | ------------------- | ------------ | ----------------------- |
| 2019 | After (Audio livro) | Hardin Scott | Capítulo 98, "A aposta" |
| 2020 | Day by Day          | Sam          | Episódio "Big Nights In |
| 2020 | Shoemaker of Dreams | Narrador     | Capítulo 13             |

### Televisão
| Ano  | Título      | Papel       | Notas       |
| ---- | ----------- | ----------- | ----------- |
| 2017 | The Tunnel  | Leo         | 1 episódio  |
| 2018 | Safe        | Ioan Fuller | 5 episódios |
| 2018 | Cleaning up | Jack        | 5 episódios |

## Prêmios e indicações
| Ano  | Premiação                       | Prêmio               | Filme | Resultado |
| ---- | ------------------------------- | -------------------- | ----- | --------- |
| 2019 | Ischia Global Film & Music Fest | Ator em Ascensão     | After | Venceu    |
| 2019 | Teen Choice Awards              | Melhor ator de Drama | After | Venceu    |